# CONCACAF-kampioenschap voetbal vrouwen onder 17 - 2010
het CONCACAF-voetbalkampioenschap vrouwen onder 17 - 2010 werd gespeeld van 10 maart 2010 tot en met 20 maart 2010 in Costa Rica. Canada en Mexico plaatsten zich voor het Wereldkampioenschap voetbal vrouwen onder 17 - 2010 in Trinidad en Tobago.

## Gekwalificeerde teams
- Kaaimaneilanden
- Jamaica
- Haïti
- Panama
- Canada
- Mexico
- Verenigde Staten
- Costa Rica

## Groepsfase

### Groep A
| Team    | Gsp | G | G | V | DV | DT | DS  | Pnt |
| ------- | --- | - | - | - | -- | -- | --- | --- |
| Mexico  | 3   | 3 | 0 | 0 | 10 | 0  | +10 | 9   |
| Canada  | 3   | 2 | 0 | 1 | 6  | 3  | +3  | 6   |
| Jamaica | 3   | 1 | 0 | 2 | 3  | 7  | −4  | 3   |
| Panama  | 3   | 0 | 0 | 3 | 1  | 10 | −9  | 0   |

Alle tijden zijn lokaal(UTC−6).
|                     |        |          |                                                           | |
| 11 maart 2010 18:00 | Panama | 0 – 6    | Mexico                                                    | Estadio Alejandro Morera Soto, Alajuela Toeschouwers: 251 Scheidsrechter: Shane de Silva (Trinidad and Tobago) |
| 11 maart 2010 18:00 |        | (Report) | Samarzich 13', 57' Gonzalez 16', 90' Sanchez 50' Pina 84' | Estadio Alejandro Morera Soto, Alajuela Toeschouwers: 251 Scheidsrechter: Shane de Silva (Trinidad and Tobago) |

|                     |              |          |                                      | |
| 11 maart 2010 20:30 | Jamaica      | 1 – 4    | Canada                               | Estadio Alejandro Morera Soto, Alajuela Toeschouwers: 251 Scheidsrechter: Erika Vargas (Costa Rica) |
| 11 maart 2010 20:30 | Williams 76' | (Report) | Davis 8' Ghoneim 44', 63' Hémond 88' | Estadio Alejandro Morera Soto, Alajuela Toeschouwers: 251 Scheidsrechter: Erika Vargas (Costa Rica) |

|                     |                                   |          |         |                                                                                                 |
| 13 maart 2010 13:00 | Mexico                            | 3 – 0    | Jamaica | Estadio Alejandro Morera Soto, Alajuela Toeschouwers: 381 Scheidsrechter: Arlene Troya (Panama) |
| 13 maart 2010 13:00 | Salcedo 66' Lara 70' Gonzalez 75' | (Report) |         | Estadio Alejandro Morera Soto, Alajuela Toeschouwers: 381 Scheidsrechter: Arlene Troya (Panama) |

|                     |           |          |                        |                                                                                                   |
| 13 maart 2010 15:30 | Panama    | 1 – 2    | Canada                 | Estadio Alejandro Morera Soto, Alajuela Toeschouwers: 381 Scheidsrechter: Irazema Aguilera (Cuba) |
| 13 maart 2010 15:30 | Alveo 88' | (Report) | Cantave 9' Simpson 37' | Estadio Alejandro Morera Soto, Alajuela Toeschouwers: 381 Scheidsrechter: Irazema Aguilera (Cuba) |

|                     |                       |          |        |                                                                                                |
| 15 maart 2010 18:00 | Jamaica               | 2 – 0    | Panama | Estadio Alejandro Morera Soto, Alajuela Toeschouwers: 320 Scheidsrechter: Margaret Domka (USA) |
| 15 maart 2010 18:00 | Bailey 27' Carter 74' | (Report) |        | Estadio Alejandro Morera Soto, Alajuela Toeschouwers: 320 Scheidsrechter: Margaret Domka (USA) |

|                |        |          |            | |
| 15 maart 20:30 | Canada | 0 – 1    | Mexico     | Estadio Alejandro Morera Soto, Alajuela Toeschouwers: 320 Scheidsrechter: Erika Vargas (Costa Rica) |
| 15 maart 20:30 |        | (Report) | Llamas 42' | Estadio Alejandro Morera Soto, Alajuela Toeschouwers: 320 Scheidsrechter: Erika Vargas (Costa Rica) |

### Groep B
| Team             | Gsp | G | G | V | DV | DT | DS  | Pnt |
| ---------------- | --- | - | - | - | -- | -- | --- | --- |
| Verenigde Staten | 3   | 3 | 0 | 0 | 32 | 0  | +32 | 9   |
| Costa Rica       | 3   | 2 | 0 | 1 | 9  | 10 | −1  | 6   |
| Kaaimaneilanden  | 3   | 1 | 0 | 2 | 1  | 20 | –19 | 3   |
| Haïti            | 3   | 0 | 0 | 3 | 0  | 12 | –12 | 0   |

Alle tijden zijn lokaal(UTC−6).
|                     |       |          |                                                                     | |
| 10 maart 2010 18:00 | Haïti | 0 – 9    | Verenigde Staten                                                    | Estadio Alejandro Morera Soto, Alajuela Toeschouwers: 751 Scheidsrechter: Dianne Ferreira-James (Guyana) |
| 10 maart 2010 18:00 |       | (Report) | Doll 2' Smith 13' 31' Roccaro 16' Brian 51' Horan 56' 72' 88' 90+1' | Estadio Alejandro Morera Soto, Alajuela Toeschouwers: 751 Scheidsrechter: Dianne Ferreira-James (Guyana) |

|                     |                                                                       |          |                 |                                                                                                 |
| 10 maart 2010 20:30 | Costa Rica                                                            | 7 – 0    | Kaaimaneilanden | Estadio Alejandro Morera Soto, Alajuela Toeschouwers: 751 Scheidsrechter: Michelle Pye (Canada) |
| 10 maart 2010 20:30 | Rodriguez Cedeño 8' 52' 58' Moreira 37', 59' Villalta 54' Sanchez 84' | (Report) |                 | Estadio Alejandro Morera Soto, Alajuela Toeschouwers: 751 Scheidsrechter: Michelle Pye (Canada) |

|                     |                                                                                         |          |                 |                                                                                                   |
| 12 maart 2010 18:00 | Verenigde Staten                                                                        | 13 – 0   | Kaaimaneilanden | Estadio Alejandro Morera Soto, Alajuela Toeschouwers: 800 Scheidsrechter: Lucila Venegas (Mexico) |
| 12 maart 2010 18:00 | Horan 2' 39' Brian 15' 22' 27' Torres 17' Solaun 34' 49' 59' Clark 38' Farrell 47', 61' | (Report) |                 | Estadio Alejandro Morera Soto, Alajuela Toeschouwers: 800 Scheidsrechter: Lucila Venegas (Mexico) |

|                     |                          |          |       | |
| 12 maart 2010 20:30 | Costa Rica               | 2 – 0    | Haïti | Estadio Alejandro Morera Soto, Alajuela Toeschouwers: 800 Scheidsrechter: Cardella Samuels (Jamaica) |
| 12 maart 2010 20:30 | Villalta 57' Moreira 74' | (Report) |       | Estadio Alejandro Morera Soto, Alajuela Toeschouwers: 800 Scheidsrechter: Cardella Samuels (Jamaica) |

|                     |                 |          |       | |
| 14 maart 2010 18:00 | Kaaimaneilanden | 1 – 0    | Haïti | Estadio Alejandro Morera Soto, Alajuela Toeschouwers: 1.700 Scheidsrechter: Cardella Samuels (Jamaica) |
| 14 maart 2010 18:00 | Chin 89'        | (Report) |       | Estadio Alejandro Morera Soto, Alajuela Toeschouwers: 1.700 Scheidsrechter: Cardella Samuels (Jamaica) |

|                     |            |          |                                                                                | |
| 14 maart 2010 20:30 | Costa Rica | 0 – 10   | Verenigde Staten                                                               | Estadio Alejandro Morera Soto, Alajuela Toeschouwers: 1.700 Scheidsrechter: Lucila Venegas (Mexico) |
| 14 maart 2010 20:30 |            | (Report) | Smith 10' 14' 54' Doll 17' Brian 27' 84' Horan 44' 68' Torres 66' Gonzalez 78' | Estadio Alejandro Morera Soto, Alajuela Toeschouwers: 1.700 Scheidsrechter: Lucila Venegas (Mexico) |

## Knock-outfase

### Halve Finale
Alle tijden zijn lokaal (UTC−6).
|                     |                                      |                       |            | |
| 18 maart 2010 21:00 | Mexico                               | 3 – 1 (na extra tijd) | Costa Rica | Estadio Alejandro Morera Soto, Alajuela Toeschouwers: 750 Scheidsrechter: Dianne Ferreira-James (Guyana) |
| 18 maart 2010 21:00 | Lara 70' Murillo 106' Samarzich 111' | (Report)              | Fallas 85' | Estadio Alejandro Morera Soto, Alajuela Toeschouwers: 750 Scheidsrechter: Dianne Ferreira-James (Guyana) |

|                     |                  |                                             |        | |
| 18 maart 2010 18:00 | Verenigde Staten | 0 – 0 (na extra tijd, 3-5 na strafschoppen) | Canada | Estadio Alejandro Morera Soto, Alajuela Toeschouwers: 750 Scheidsrechter: Shane de Silva (Trinidad and Tobago) |
| 18 maart 2010 18:00 | (Report)         |                                             |        | Estadio Alejandro Morera Soto, Alajuela Toeschouwers: 750 Scheidsrechter: Shane de Silva (Trinidad and Tobago) |

### Wedstrijd voor 3e plaats
Alle tijden zijn lokaal (UTC−6).
|                     |            |     |                  |                                         |
| 20 maart 2010 18:00 | Costa Rica | 0-6 | Verenigde Staten | Estadio Alejandro Morera Soto, Alajuela |
| 20 maart 2010 18:00 |            |     |                  | Estadio Alejandro Morera Soto, Alajuela |

### Finale
Alle tijden zijn lokaal (UTC−6).
|                     |        |     |        |                                         |
| 20 maart 2010 21:00 | Mexico | 0-1 | Canada | Estadio Alejandro Morera Soto, Alajuela |
| 20 maart 2010 21:00 |        |     |        | Estadio Alejandro Morera Soto, Alajuela |